# Deposición en semiconductores
La deposición en semiconductores es el proceso por el cual se crea una nueva capa de un material sobre una oblea de semiconductor. La ventaja de esta técnica es que al crear capas nuevas no se afecta mucho a las ya existentes.
- dieléctricos
  - óxidos
  - nitruros
- Conductores
  - metales
  - polisilicio
- Otros (por ejemplo fotorresina)

El proceso se suele realizar en un horno a alta temperatura y presión controlada. Por medio de los gases que se introducen en el horno se logra una reacción química de la que se obtiene el nuevo material.